# Tadeusz Zawistowski (żołnierz)
Tadeusz Zawistowski (ur. w 1920 w Drohomirczanach, zm. 5 kwietnia 2016) – żołnierz Polskich Sił Zbrojnych, uczestnik kampanii włoskiej, działacz kombatancki.

## Życiorys
W 1940 został deportowany do Kazachstanu (obwód kustanajski), gdzie pracował w sowchozie oraz przy budowie linii kolejowej. Po podpisaniu układu Sikorski-Majski przedostał się do Tockoje, by następnie zostać wcielonym w szeregi 5 Kresowej Dywizji Piechoty. W styczniu 1944 roku wraz z jednostką dotarł do Włoch. Brał udział w kampanii włoskiej, walcząc m.in. w bitwie o Monte Cassino oraz w bitwie o Ankonę; podczas tych walk został poważnie ranny. Po zakończeniu działań wojennych dotarł do Wielkiej Brytanii, skąd w 1947 roku powrócił do Polski jako repatriant. Początkowo osiadł na Opolszczyźnie, by następnie przenieść się do Kielc. Ukończył studia prawnicze. Działał w organizacjach kombatanckich, pełniąc m.in. funkcję członka Zarządu Głównego Związku Kombatantów RP i Byłych Więźniów Politycznych oraz Prezesa Zarządu Wojewódzkiego Związku Kombatantów RP i Byłych Więźniów Politycznych w Kielcach. Był również współzałożycielem Wojewódzkiej Rady Kombatantów i Osób Represjonowanych w Kielcach. Za swą działalność został awansowany do stopnia podpułkownika. Wieloletni działacz społeczny i kulturowy. Prezes Krajowego Związku Spółdzielni Zabawkarskich, założyciel Zespołu Pieśni i Tańca Kielce, a także współtwórca Muzeum Zabawy i Zabawek w Kielcach. W młodości zapalony kolarz.
Był również wielokrotnie odznaczany, m.in. Krzyżem Komandorskim Orderu Odrodzenia Polski, Krzyżem Pamiątkowym Monte Cassino oraz odznaczeniami włoskimi. Został pochowany na cmentarzu komunalnym w Cedzynie.